# Lauf, Junge, lauf
Lauf, Junge, lauf ist ein Jugendroman des Schriftstellers Uri Orlev, der ihn nach den wahren Erlebnissen von Yoram Fridman erzählt. Den Roman hat Mirjam Pressler aus dem Hebräischen ins Deutsche übersetzt, er erschien erstmals in deutscher Übersetzung 2004 bei Beltz & Gelberg.

## Inhalt
Dem achtjährigen jüdischen Jungen Srulik gelingt 1942 die Flucht aus dem Warschauer Ghetto. Von jetzt an muss er sich bis zum Kriegsende durchschlagen. Er gibt sich den christlich klingenden Namen Jurek Staniak, schließt sich anderen Menschen an – Jungenbanden, Bauernfamilien, Partisanen – und muss jedoch immer wieder fliehen. Gefahr droht nicht allein von deutschen Soldaten – vor allem auch von polnischen Landsleuten, die ihn zweimal gegen Belohnung an die SS ausliefern. Er erlebt das Kriegsende bei der Bauernfamilie Kowalsky. Als Jugendlicher wandert Yoram Friedman, so sein richtiger Name, in den neugegründeten Staat Israel aus. Dort trifft er eine seiner Schwestern wieder. Er gründete eine Familie, verstarb am 3. Januar 2017 in Rischon LeZion.

## Pressestimmen
„Ein ergreifender Jugendroman. … Es gibt bereits viele Bücher zur Zeit des Nationalsozialismus, aber dem Grandseigneur der israelischen Jugendliteratur ist mit diesem Roman ein besonderes Buch gelungen. Fast scheint es, als sei es der Fantasie des Autors entsprungen, denn die Schicksalsschläge, die der kleine Srulik zu erleiden hat, sind unglaublich. Uri Orlev erzählt diese bis zuletzt spannende Geschichte mit viel Gefühl und Beobachtungsgabe wie einen Abenteuerroman mit leichter Hand aus der kindlichen Perspektive in der bewährten Übersetzung von Mirjam Pressler. Damit ist ihm ein wunderbarer Roman gelungen, der Mut macht und nicht nur junge Leser begeistern wird.“

„Orlev erzählt diese authentische Geschichte ergreifend, aber ohne Pessimismus. Jurek behauptet sich wie ein Erwachsener. Und doch schützt ihn sein Alter, weil er viele Gefahren mit kindlicher Abenteuerlust bewältigt. Junge Leser wird das sicher mehr bewegen als Geschichtszahlen und Pathos. Auf beides verzichtet Orlev. Wer das Buch liest - Jung und Alt - fühlt hautnah mit, sorgt sich um Jurek, bewundert Jurek, trauert und weint mit Jurek.“

„Sruliks Überleben ist das Ergebnis einer Kette von Überraschungen, und auch die sind es, die dieses Buch so lesenswert machen. Denn selten geschieht das Erwartete, und Menschenerkenntnis erwächst aus vielen Irrtümern. Für junge Leser dürfte das Buch auch den Charakter eines Abenteuerromans haben, denn abenteuerlich ist es ja durchaus, wie die Jungenbanden in den polnischen Wäldern sich von Beeren und Schnecken ernähren, wie sie Wäsche von den Leinen und Kartoffeln von den Feldern stehlen. Aber natürlich ist das Buch mehr als das: Es ist eine Ode auf das Leben und auf die Menschlichkeit.“

## Auszeichnungen
- 2005 „Goldener Lufti“ der Lufti-Jugendbuchjury der Mecklenburgischen Literaturgesellschaft
- 2005 Nominierung zum „Deutschen Jugendliteraturpreis“

## Verfilmung
Der Regisseur Pepe Danquart verfilmte das Buch unter dem Titel Lauf Junge lauf als deutsch-polnisch-französische Koproduktion. Die Erstaufführung für Mitteldeutschland war am 1. April 2014 in Halle (Saale).

## Ausgaben
- Uri Orlev: Lauf, Junge, lauf. 5. Auflage, Beltz & Gelberg, Weinheim – Basel 2008, ISBN 978-3-407-74107-3.